# Kešm
Kešm (persky قشم, v transkripci do latinky Qeshm, dříve též Kishm,) je největší ostrov Íránu, ležící v Hormuzském průlivu, je součástí provincie Hormozgán. Má rozlohu 1491 km² a žije na něm okolo 115 000 obyvatel. Největším městem je Kešm v severovýchodním cípu ostrova, kde žije přes dvacet tisíc lidí.
Ostrov má protáhlý tvar, leží rovnoběžně s íránskou pevninou, od níž je vzdálen v nejužším místě průlivu 2 km. Mangrovy na severním pobřeží jsou biosférickou rezervací UNESCO. Základem ekonomiky je rybolov, těží se kamenná sůl a ropa, pěstují se datle. Na pobřeží klade vejce kareta pravá.
Vzhledem ke strategické poloze při ústí Perského zálivu byly o ostrov v minulosti sváděny mnohé boje. V bitvě mezi Portugalci a Angličany v roce 1622 padl cestovatel William Baffin. V roce 1991 byla na Kešmu zřízena bezcelní zóna. Dopravu na ostrov zajišťuje letecká společnost Qeshm Air. Plánuje se vybudování mostu, který by ostrov spojil s pevninou.